# Earl Manigault
Earl Manigault (Charleston, South Carolina, 7 de septiembre de 1944 - Nueva York, 15 de mayo de 1998) fue un jugador de baloncesto callejero estadounidense, considerado por la mayoría como el mejor jugador de la historia de Rucker Park, la pista de streetball más famosa e importante del mundo. Era también conocido por su apodo, The Goat (La Cabra), aunque ese seudónimo servía también como juego de palabras para halagar al jugador (The GOAT: The Greatest of All Time, "El Mejor de Todos los Tiempos").

## Biografía

### Primeros años y carrera
Earl Manigault nació en Charleston, siendo el último de nueve hermanos, pero creció en Harlem, Nueva York, ya que su madre se trasladó con él y sus hermanos a vivir allí, un lugar donde solían y suelen vivir las familias de raza negra más desfavorecidas de la zona. En una vida de pobreza como la que tenían, Earl pasó prácticamente toda su infancia en la calle, casi siempre viendo o jugando a baloncesto en la Rucker, la cancha que le hizo famoso.
Todo este tiempo unido a su deporte le hizo madurar como jugador, llegando a convertirse en uno de los ídolos de su equipo del instituto, el Franklin High School, con el que incluso llegó a tener actuaciones estelares, como conseguir 57 puntos en un solo partido. Pero al otro lado de su magnífico nivel baloncestístico se encontró con sus primeros contactos con las drogas, comenzó a fumar marihuana, lo que le hace ser expulsado de la escuela, lo que le llevó a ingresar en un instituto privado, el Laurindburg, en Carolina del Norte. Al término de su etapa escolar seguía siendo una estrella en su deporte, lo que llevó a recibir ofertas de varias universidades, entre ellas algunas importantes como Duke o North Carolina, a pesar de sus malos resultados académicos. A pesar de las buenas oportunidades que se le presentaban, Manigault aceptó ir a la Johnson C. University, caracterizaba por aceptar sólo a alumnos negros. Allí, problemas constantes con su entrenador le llevaron a abandonar el equipo transcurridos sólo seis meses, para volver a Harlem.
En su vuelta a Rucker Park se hizo aún más famoso de lo que era allí, y prácticamente su vida era el baloncesto, pues jugaba todos los partidos que podía y apenas descansaba. Se hizo famoso especialmente por sus vuelos y sus mates, que hacían que gran cantidad de gente se concentrara en los aledaños de la cancha para verle. Su movimiento más particular era el llamado double dunk o doble mate. Consistía en machacar el aro con la mano izquierda, para volver a coger el balón antes de que cayera con la derecha, y volver a introducirlo en la canasta. Se dice que nadie ha vuelto a poder realizar esta acción tan bien como Manigault. Otra de sus habilidades, aunque ésta sí que la tenían también otros jugadores, era la de llegar a tocar la parte superior del tablero de la canasta. Colocaban una moneda o un billete en esa parte, apostándose con él que no sería capaz de cogerla de un salto, si lo conseguía, se quedaba con el dinero. Esta habilidad para saltar, teniendo en cuenta que apenas llegaba a 1'85 metros de altura, junto con un gran dominio de todas las facetas del juego, le covirtieron en un mito de las pistas de Harlem.

### Últimos años
Desde sus primeros años Manigault tuvo problemas de alimenticios provocados por la pobreza en la que vivía, lo cual fue un factor decisivo para que se convirtiera en un adicto a la heroína. Fue acusado y enviado a prisión por posesión de drogas en 1969, pasando 16 meses en la cárcel. Su salida y regreso a la Rucker fue todo un acontecimiento para la gente que se apelotonaba para verle en acción (incluso se dice que llegaban a asistir a sus partidos no menos de 10 000 personas). Enganchado totalmente a la heroína, fue encarcelado de nuevo en 1977 por un atraco fallido en el que buscaba conseguir dinero con el que poder comprar droga. Pasó dos años más en prisión, período en el que luchó por no volver a probar la heroína nunca más. Al salir de la cárcel, se fue a Charlestone con dos de sus siete hijos, aún sin esposa reconocida, para evitar que éstos se convirtieran en lo que se había convertido él. Sin embargo, no duró mucho allí: volvió a Harlem, pero ya jamás pudo volver a ser lo que había sido.
Tras ser operado de gravedad de los problemas cardíacos ocasionados por sus años de drogadicción, comenzó a ayudar a otros jóvenes con problemas para que no cayeran en los mismos errores que el cometió. En 1998, ya en un estado físico y de salud bastante pobre, murió debido a un ataque al corazón. A pesar de ser ya toda una leyenda de las pistas callejeras, apenas unos pocos amigos, compañeros y contrincantes acudieron a su funeral.

## Curiosidades
- La teoría más seguida a la hora de conocer el origen de su apodo, The Goat, es la de que un profesor en el instituto no sabía pronunciar bien su apellido. (Mani-goat en vez de Mani-goalt).
- En 1991 la productora HBO compró sus derechos para llevar a cabo el guion de una película llamada Harlem's Angel (El Ángel de Harlem). Pero el tributo más grande que le rindió la gran pantalla fue con la película de 1996 Rebound: The Legend of Earl "The Goat" Manigault dirigida por Eriq La Salle, con Don Cheadle en el papel de Manigault.
- En el partido homenaje que Los Angeles Lakers rindieron a Kareem Abdul-Jabbar, mítico pívot de la franquicia y segundo máximo anotador de la historia de la NBA, le preguntaron a éste quién había sido el mejor jugador al que se había enfrentado. Abdul-Jabbar, tras muchos años en liga, había jugado contra estrellas de la talla de Wilt Chamberlain, Larry Bird o Michael Jordan. Sin embargo, su respuesta fue clara: 'The Goat'
- En uno de sus numerosos partidos en las canchas de Harlem, un aficionado le retó a que consiguiera hacer 20 mates de espaldas durante el choque, a lo que Manigault accedió, consiguiendo hacerlo 36 veces. Como recompensa, ganó 60 dólares.
- Lo que más le gustaba hacer en la pista era machacar sobre jugadores mucho más altos que él, pasándoles literalmente por encima.